# 芳賀綏
芳賀 綏（はが やすし、1928年3月17日 - 2017年10月3日、日本の日本語学者。東京工業大学名誉教授。

## 経歴
福岡県北九州市出身。1953年に東京大学文学部を卒業し、1957年に東洋大学助教授となったのち、藤女子大学助教授、法政大学助教授、東京工業大学教授を歴任。1992年に定年退官、静岡県立大学教授に就任。その間西ドイツ・ボーフム大学客員教授、NHK部外解説委員も務めた。保守的な立場での政治評論も多く書いている。

## 著書

### 単著
- 国語表現教室 東京堂、1962年
- 日本文法教室 東京堂、1962年
- 自己表現術 話が下手では話にならぬ 光文社〈カッパ・ブックス〉、1963年
- 古典文法教室 東京堂出版、1965年
- 説得する話法 自己表現の知恵 徳間書店、1967年
- 文章法入門 上手な自己表現 池田書店〈新教養選書〉、1969年
- 売りことば買いことば 日本経済新聞社、1971年
- 現代政治の潮流 人間の科学社、1974年
- 失語の時代 ことばの十字路 教育出版〈Pal books〉、1976年
- 日本人はこう話した 言論100年 実業之日本社〈有楽選書〉、1976年
- 政治の中の日本人 創拓社、1977年11月
- 現代日本語の文法 教育出版、1978年5月
- 言語・人間・社会 人間の科学社、1979年11月
- 日本人の表現心理 中央公論社〈中公叢書〉、1979年11月
- 虚像のニッポン 政治・文化・教育 三修社、1980年7月
- 指導者の条件 三修社、1980年7月
- 中地熊造伝 労働界の巨星、海の男の一代記 「中地熊造伝」刊行会、1981年5月
- 言論100年日本人はこう話した 三省堂選書、1985年11月
- 「話せばわかる」か 日本人の意識と表現 講談社、1985年2月
- 男優女優の昭和誌 はがやすし 人間の科学社、1992年3月
- 新・売りことば買いことば 人間の科学社、1994年11月
- 日本語の社会心理 人間の科学社、1998年3月
- 言論と日本人 歴史を創った話し手たち 講談社学術文庫、1999年10月
- 昭和人物スケッチ 心に残るあの人あの時 清流出版、2004年7月
- 日本人らしさの構造 言語文化論講義 大修館書店、2004年11月
- 威風堂々の指導者たち 昭和人物史に学ぶ 清流出版、2008年11月

### 共編著
- 日本の語い 見坊豪紀共著、岩崎書店〈中学生の国語全書〉、1958年
- 日本語講座 第3巻 社会の中の日本語 大修館書店、1976年
- 俊介君の話し方日記 人間学へのスタート 若林一郎共著、日本放送出版協会〈NHKブックスジュニア〉、1977年5月
- 古典おもしろ語典 日常「なにげなく使っている言葉」の語源散策ライブラリー 金田一春彦共著 大和出版、1986年11月
- 三省堂類語新辞典 中村明・森田良行共編、三省堂、2005年11月